# 王振澳
王振澳（1999年8月10日—）是中国职业足球运动员，司职后卫，截至2024年，王振澳效力于上海海港足球俱乐部，他也是中国国家足球队的一員。

## 生平
王振奥起初加盟北京万达，2012年被租借至万达集团旗下的马德里竞技俱乐部的青训營。 2017年夏天，他拒绝与北京万达签約。 北京万达俱乐部认为王振澳违规在先，向其索賠2002万元。
2018年1月5日，王振澳加盟丹麦足球甲级联赛球队維積利足球會。
2020年2月26日，王振澳為解决此前与万达集团之間的合同纠纷，他与万达集团达成协议，王振澳将加盟万达集团旗下的大连人职业足球俱乐部。
2024年6月6日，王振澳在2026年國際足協世界盃外圍賽 – 亞洲區第二圈中首次代表中国国家足球队出场。他打满了整场比赛，最终中国国家足球队1–1戰平泰國國家足球隊。